# Synagoga w Kijowie
Synagoga w Kijowie (ukr. Синагога у Києві, jid. ‏די בראָדסקי שול אין קיִעוו‎) – centralna synagoga znajdująca się w Kijowie, stolicy Ukrainy, przy ulicy Szoty Rustawelego.

## Historia
Koncepcja budowy synagogi narodziła się w latach 90. XIX wieku. Wiosną 1897 roku Senat Imperium Rosyjskiego zezwolił kijowskiemu bogaczowi i mecenasowi, właścicielowi wielu cukrowni, Łazarowi Brodskiemu na budowę własnej synagogi na prywatnej działce.
Projekt synagogi zamówiono u inżyniera Georgija Szlejfera, a jej budowę i wykończenie u najlepszej firmie budowlanej w mieście – Lwa Ginzburga. 5 września 1898 roku, w 50. rocznicę urodzin Łazara Brodskiego, uroczyście otwarto synagogę. Na uroczystościach byli obecni gubernator Fedir Triepow, prezydent miasta Stepan Solskyj, szef zrzeszenia kupców Mykoła Czokołow i inni.
W 1926 roku na „życzenie szerokich żydowskich mas pracujących” synagogę zamknięto. W budynku wkrótce otwarto klub z kursami politycznymi, punkt wojskowo-sanitarny, szkołę krawiecką. Gospodarze synagogi często się zmieniali, ostatnim był dziecięcy teatr lalek.
Budynek przeszedł kilka znaczących przebudów, największą około 1975 roku. Zarówno na zewnątrz, jak i wewnątrz. Fasada główna została zasłonięta przybudówką-westybulem, wybudowanym pośrodku między dawnymi wejściami. Ozdoby sufitu sali głównej zasłonięto dodatkowym podwieszanym sufitem. Babińce przebudowano na osobne pokoje. Większość ozdób zniszczono.
Dopiero w 1992 roku, na podstawie dekretu prezydenta Ukrainy Leonida Krawczuka o zwrocie związkom religijnym ich dawnych świątyń i miejsc kultu, kijowska gmina żydowska odzyskała synagogę. Teatr lalkowy udało się przenieść dopiero w 1997 roku, dzięki staraniom i naciskom gminy żydowskiej, Wszechukraińskiego Kongresu Żydowskiego i jego przewodniczącego Wadyma Rabynowycza.
14 marca 2000 roku przy udziale licznych gości nastąpiło powtórne uroczyste otwarcie Centralnej Synagogi Kijowa.

## Galeria

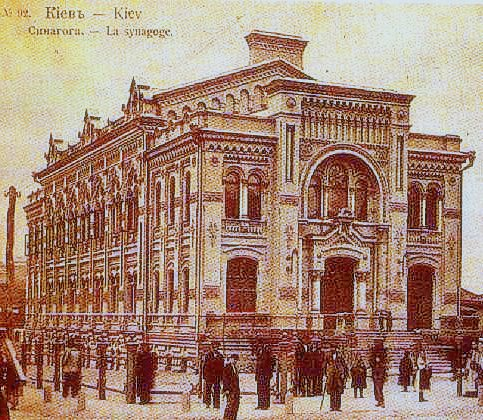
Synagoga na początku XX wieku
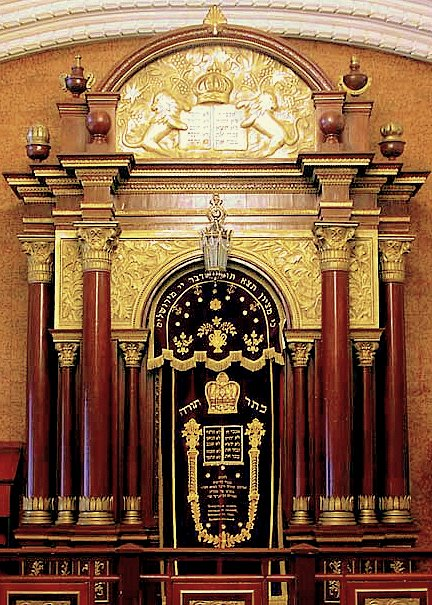
Aron ha-kodesz
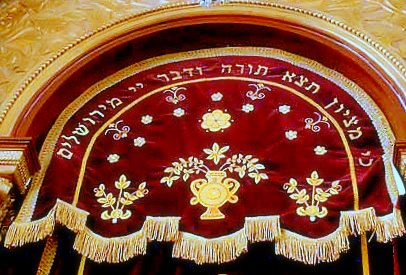
Kaporet
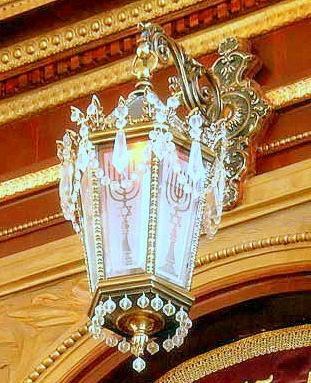
Ner tamid